# موردن
موردن، روستایی از توابع بخش بشاگرد شهرستان جاسک در استان هرمزگان ایران است.

## جمعیت
این روستا در دهستان جکدان قرار دارد و براساس سرشماری مرکز آمار ایران در سال ۱۳۸۵، جمعیت آن ۱۱ نفر (۵خانوار) بوده‌است.